# Contea di Rusk (Wisconsin)
La contea di Rusk (in inglese, Rusk County) è una contea dello Stato del Wisconsin, negli Stati Uniti. La popolazione al censimento del 2000 era di 15 347 abitanti. Il capoluogo di contea è Ladysmith.